# Барон Хазертон

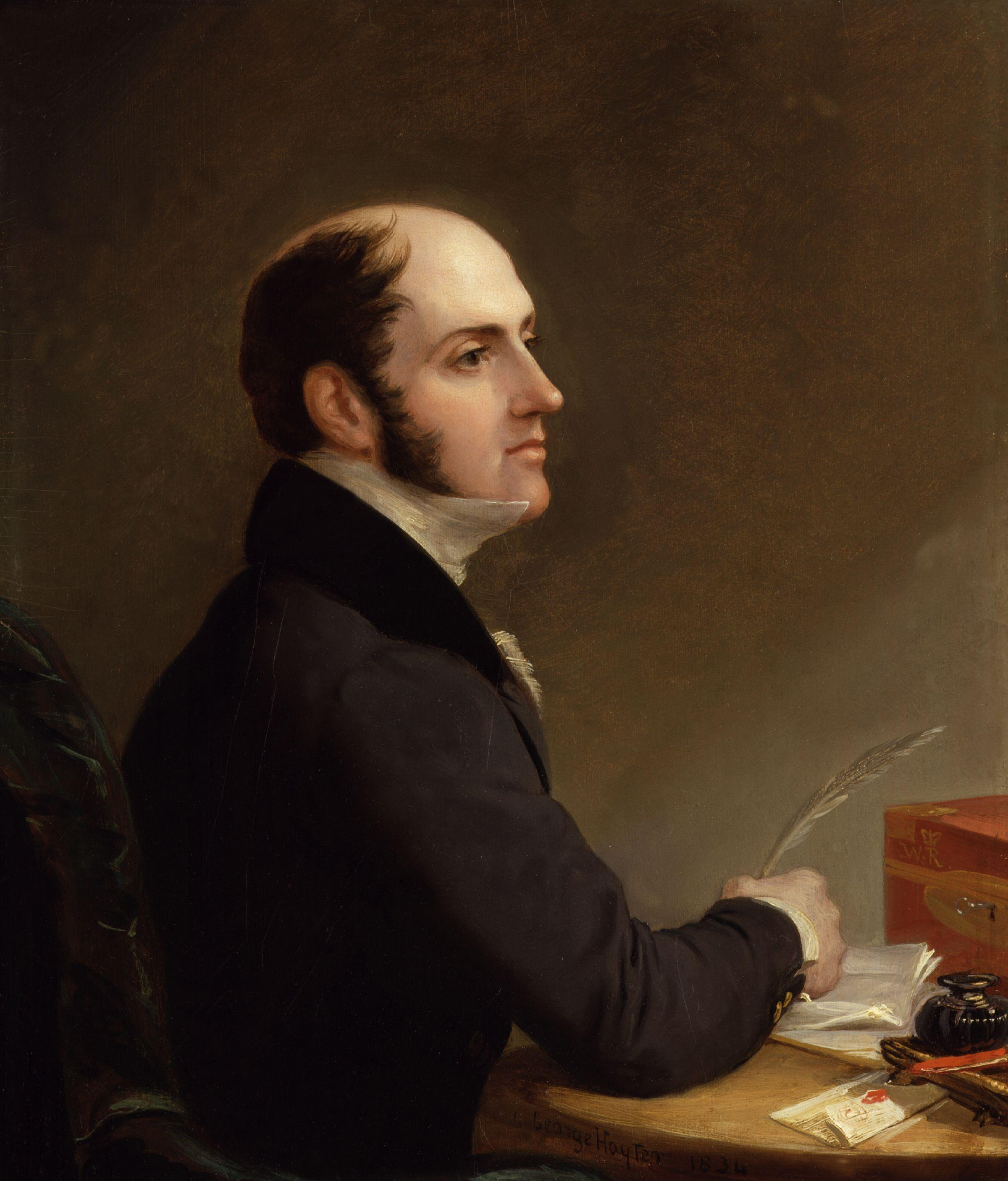
Эдвард Джон Литтлтон, 1-й барон Хазертон (1791—1863)

Барон Хазертон из Хазертона в графстве Стаффордшир — наследственный титул в системе Пэрства Соединённого королевства.

## История
Титул барона Хазертона был создан 11 мая 1835 года для британского политика Эдварда Литтлтона (1791—1863). Он заседал в Палате общин от Стаффордшира (1812—1832) и Южного Стаффордшира (1832—1835), а также занимал должности главного секретаря Ирландии (1833—1834) и лорда-лейтенанта Стаффордшира (1854—1863). При рождении получил имя Эдвард Уолхаус, в 1812 году он получил королевское разрешение на фамилию «Литтлтон» и унаследовал имения своего двоюродного дяди, сэра Эдварда Литтлтона, 4-го баронета из Теддесли Холла (1727—1812). Он также унаследовал имения семьи Уолхаус, которые включали Хазертон Холл, недалеко от Каннока в графстве Стаффордшир. Его богатства были основаны на помещичьих землях, сосредоточенных в Пенкридже в Южном Стаффордшире, шахтах в Грейт-Уайрли и Блоксвиче, каменоломнях и песочных карьерах, жилых домах, в основном в Уолсолле.
Лорду Хазертону наследовал его сын, Эдвард Ричард Литтлтон, 2-й барон Хазертон (1815—1888). Либеральный политик, он заседал в Палате общин от Уолсолла (1847—1852) и Южного Стаффордшира (1853—1857). Его сын, Эдвард Джордж Литтлтон, 3-й барон Хазертон (1842—1930), занимал должность военного секретаря генерал-губернатора Канады (1875—1879). В 1985 году после смерти Томаса Чарльза Тасмана Литтлтона, 7-го барона Хазертона (1907—1985), старшего сына 4-го барона Хазертона (1868—1944), эта ветвь семьи прервалась. Его сменил его родственник, Эдвард Чарльз Литтлтон, 8-й барон Хазертон (род. 1950). Он был внуком подполковника достопочтенного Чарльза Кристофера Джосселина Литтлотона, третьего сына 3-го барона Хазертона.

## Бароны Хазертон (1835)
- 1835—1863: Эдвард Джон Литтлтон, 1-й барон Хазертон[англ.] (18 марта 1791 — 4 мая 1863), сын Мортона Уолхауса
- 1863—1888: Эдвард Ричард Литтлтон, 2-й барон Хазертон[англ.] (31 декабря 1815 — 3 апреля 1888), единственный сын предыдущего
- 1888—1930: Эдвард Джордж Литтлтон, 3-й барон Хазертон (15 августа 1842 — 24 августа 1930), старший сын предыдущего
- 1930—1944: Эдвард Чарльз Роули Литтлтон, 4-й барон Хазертон (6 августа 1868 — 10 ноября 1944), старший сын предыдущего
- 1944—1969: Эдвард Томас Уолхаус Литтлтон, 5-й барон Хазертон (13 августа 1900 — 13 ноября 1969), старший сын предыдущего
- 1969—1973: Джон Уолтер Стюарт Литтлтон, 6-й барон Хазертон (9 августа 1906 — 27 июня 1973), младший брат предыдущего
- 1973—1985: Томас Чарльз Тасман Литтлтон, 7-й барон Хазертон (6 октября 1907 — 28 сентября 1985), младший брат предыдущего
- 1985 — настоящее время: Эдвард Чарльз Литтлтон, 8-й барон Хазертон (род. 24 мая 1950), единственный сын Мервина Сесила Литтлтона (1908—1970), внук подполковника достопочтенного Чарльза Кристофера Джосселина Литтелтона (1872—1950), правнук 3-го барона Хазертона
  - Наследник титула: достопочтенный Томас Эдвард Литтлтон (род. 7 марта 1977), единственный сын предыдущего.

Семейная усыпальница баронов Хазертон находится в алтарной части церкви Святого Майкла в Пенкридже.